# جیمز سینکلیر (بازیکن فوتبال)
جیمز سینکلیر (انگلیسی: James Sinclair؛ زادهٔ ۲۲ اکتبر ۱۹۸۷) یک بازیکن فوتبال اهل بریتانیا است.